# Fluffernutter

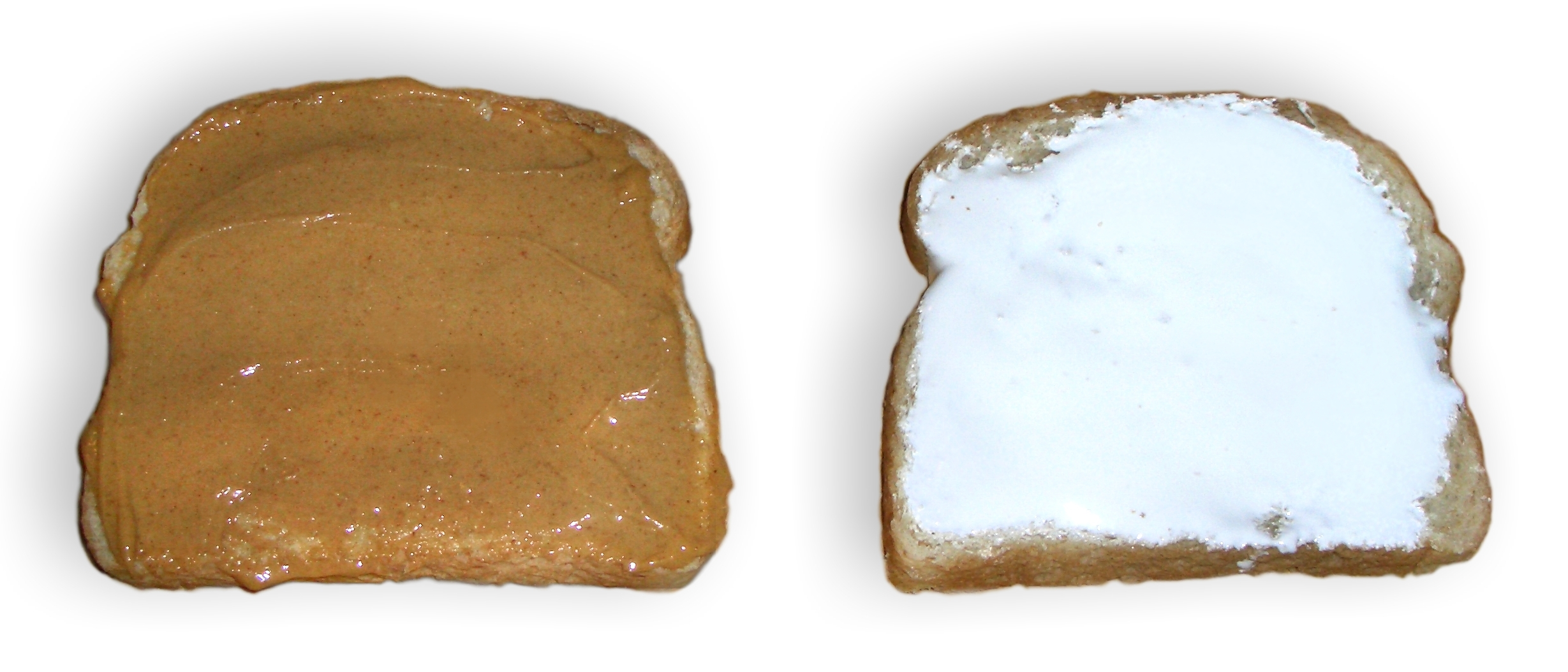
Les deux parties d'un fluffernutter avant assemblage.

Un fluffernutter est un sandwich à base de beurre de cacahuètes et de pâte de guimauve, généralement servi sur du pain blanc.
Il est particulièrement populaire en Nouvelle-Angleterre et a été proposé comme sandwich officiel de l'État du Massachusetts.